# First Man
First Man är en amerikansk biografisk dramafilm i regi av Damien Chazelle och skriven av Josh Singer. Filmen är baserad på boken First Man: The Life of Neil A. Armstrong skriven av James R. Hansen, med Ryan Gosling i rollen som Neil Armstrong. Övriga skådespelare i filmen är Claire Foy, Jason Clarke, Kyle Chandler, Corey Stoll, Ciarán Hinds, Christopher Abbott, Patrick Fugit och Lukas Haas. Filmen följer åren som ledde fram till Apollo 11-uppdraget till månen 1969. Steven Spielberg assisterade som exekutiv producent.
First Man hade världspremiär på filmfestivalen i Venedig den 29 augusti 2018 och hade biopremiär i Sverige och i USA den 12 oktober 2018. Filmen fick ett positivt mottagande av recensenter, som berömde Goslings och Feys skådespel, Chazeles regi och scenerna som skildrade månlandningen.
På Oscarsgalan 2019 vann filmen för Bästa specialeffekter och nominerades även för Bästa ljudredigering, Bästa ljud och Bästa scenografi.  

## Rollista
- Ryan Gosling − Neil Armstrong
- Claire Foy − Janet Shearon
- Corey Stoll − Buzz Aldrin
- Pablo Schreiber − Jim Lovell
- Jason Clarke − Ed White
- Kyle Chandler − Deke Slayton
- Christopher Abbott − David Scott
- Patrick Fugit − Elliot See[11]
- Lukas Haas − Michael Collins
- Shea Whigham − Gus Grissom
- Brian d'Arcy James − Joseph A. Walker[12]
- Cory Michael Smith − Roger B. Chaffee[13]
- J. D. Evermore − Christopher C. Kraft Jr.
- John David Whalen − John Glenn
- Ethan Embry − Pete Conrad
- Skyler Bible − Richard F. Gordon Jr.[14]
- Ben Owen − John Hodge
- Olivia Hamilton − Patricia White
- Kris Swanberg − Marilyn See
- Ciarán Hinds − Robert R. Gilruth
- Shawn Eric Jones − Wally Schirra
- William Gregory Lee − Gordon Cooper
- Steven Coulter − Guenter Wendt
- Leon Bridges − Gil Scott-Heron[15]